# 태풍 프란시스코 (2019년)
태풍 프란시스코 (태풍 번호: 1908, JTWC 지정 번호: 09W, 국제명: Francisco)는 2019년 8월에 발생한 태풍8호입니다. 프란시스코는 미국에서 제출한 이름으로 남자의 이름이다.

## 개요

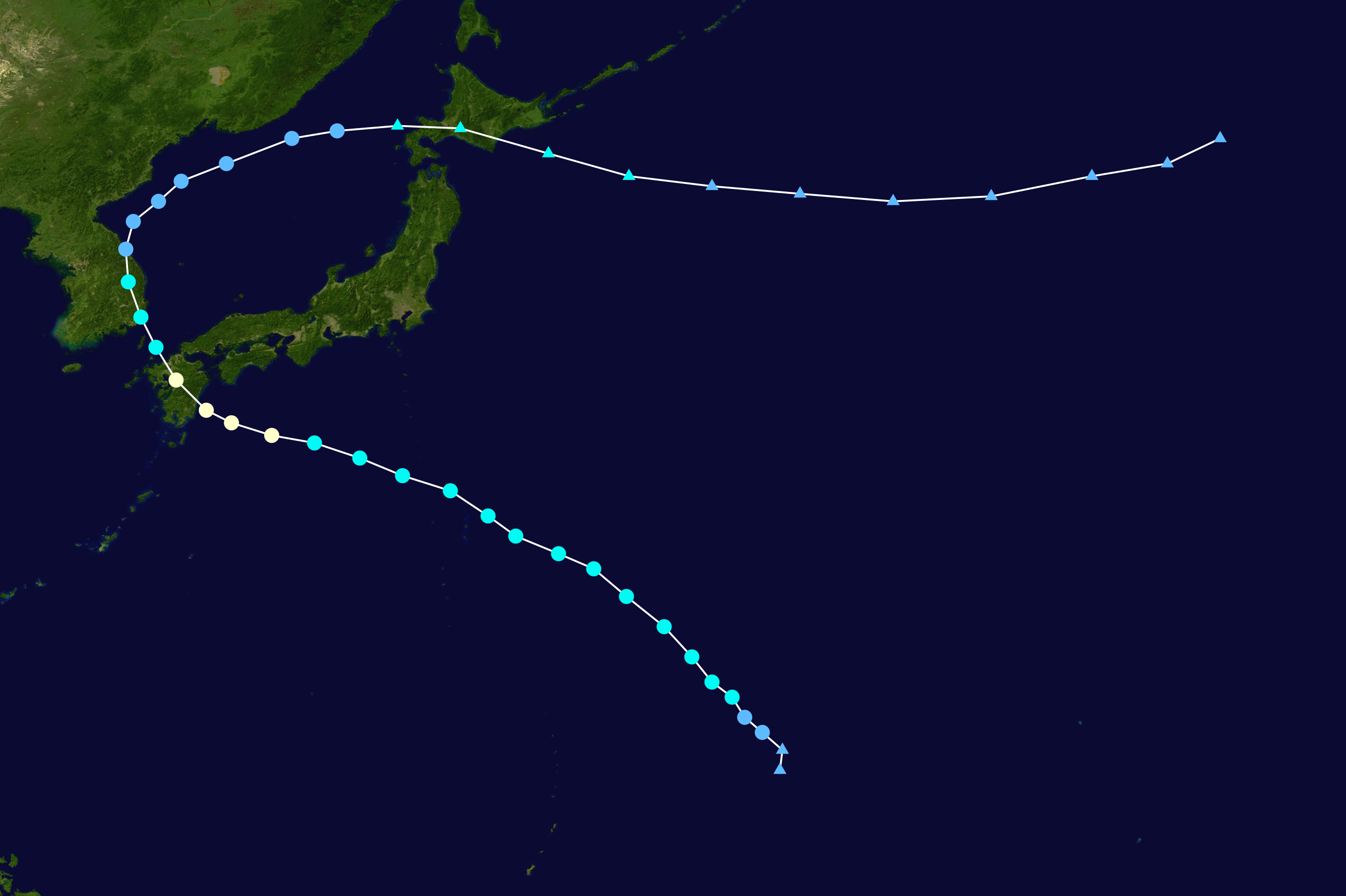
태풍 프란시스코의 이동 경로

태풍 프란시스코는 8월 2일 오전 9시에 중심기압 998hPa, 최대풍속 18m/s, 강풍 반경 330km, 크기 '중형'의 열대폭풍으로 미국 괌 북동쪽 약 1,120km 부근 해상에서 발생하였다.(일본 기상청 태풍정보 속보치 기준) 발생 이후 북서~서북서진하며 천천히 발달하다가 일본큐슈 상륙 직전에 급발달해서 8월 5일 오후 9시에 일본 가고시마 동쪽 약 250km 부근 해상에서 중심기압 970hPa, 최대풍속 36m/s, 강풍 반경 330km(북쪽 반경)의 세력 '강', 크기 '중형'(일본 기상청 태풍정보 기준)의 태풍으로 최성기를 맞이하였다. 최성기 세력으로 8월 6일 새벽에 일본 큐슈 미야자키 현 미야자키 시에 상륙한 이후 급약화된 상태로 북북서진하면서 대마도와 대한해협을 통과한 뒤, 한국 기상청 기준으로는 8월 6일 오후 8시 20분에 중심기압 998hPa, 최대풍속 18m/s의 세력으로 대한민국 부산광역시에 상륙한 뒤, 8월 6일 오후 9시에 대한민국 부산광역시 북북서쪽 약 10km 부근 육상에서 중심기압 1000hPa의 열대저압부로 소멸하였다. 일본 기상청 기준으로는 8월 6일 오후 10시에서 오후 11시에 사이에 중심기압 998hPa, 최대풍속 18m/s, 강풍 반경 170km의 세력 '약', 크기 '소형'의 열대 폭풍으로 대한민국 울산광역시 부근 육상에 상륙한 뒤, 8월 7일 0시에 대한민국 경상북도 경주시 부근 육상을 지나서, 8월 7일 오전 3시에 대한민국 경상북도 봉화군 부근 육상을 중심기압 1000hPa, 최대풍속 18m/s, 강풍 반경 170km의 세력 '약', 크기 '소형'의 열대 폭풍으로 통과하였고, 8월 7일 오전 6시에 대한민국 강원도 정선군 부근 육상을 통과하였다. 대한민국 강원도 정선군 부근 육상을 통과한 뒤에 동해상으로 진출한 이후 약화되어서 8월 7일 오전 9시에 대한민국 강원도 양양군 남동쪽 약 31km 부근 해상(동해)에서 중심기압 1000hPa의 열대저압부로 소멸하였다.

## 같이 보기
- 2019년 태풍